# Élections sénatoriales de 2020 dans le Vaucluse
Les élections sénatoriales en Vaucluse ont lieu le dimanche 27 septembre 2020. Elles ont pour but d'élire les sénateurs représentant le département au Sénat pour un mandat de six années.

## Contexte départemental
Lors des élections sénatoriales de 2014 en Vaucluse, trois sénateurs ont été élus selon un mode de scrutin proportionnel.
Depuis, tous les effectifs du collège électoral des grands électeurs ont été renouvelés, avec les élections départementales de 2015, les élections régionales de 2015, les élections législatives de 2017 et les élections municipales de 2020.

## Sénateurs sortants
| Sénateur | Sénateur     | Parti | Fonctions lors de l'élection en 2014           |
| -------- | ------------ | ----- | ---------------------------------------------- |
|          | Claude Haut  | LREM  | Sénateur sortant, président du conseil général |
|          | Alain Milon  | LR    | Sénateur sortant                               |
|          | Alain Dufaut | LR    | Sénateur sortant, conseiller général           |

## Présentation des listes et des candidats
Les nouveaux représentants sont élus pour une législature de 6 ans au suffrage universel indirect par les 1 264 grands électeurs du département. En Vaucluse, les sénateurs sont élus au scrutin proportionnel plurinominal. Leur nombre reste inchangé, trois sénateurs sont à élire et cinq candidats doivent être présentés sur la liste pour qu'elle soit validée. Chaque liste de candidats est obligatoirement paritaire et alterne entre les hommes et les femmes. Plusieurs listes seront déposées dans le département. Elles sont présentées ici dans l'ordre de leur dépôt à la préfecture et comportent l'intitulé figurant aux dossiers de candidature.

### Rassemblement national
| N° | Candidats | Candidats                 | Parti | Principale fonctions                                          |
| -- | --------- | ------------------------- | ----- | ------------------------------------------------------------- |
| 01 |           | Bénédicte Auzanot         | RN    | Conseillère municipale de Cavaillon                           |
| 02 |           | Philippe de Beauregard    | RN    | Conseiller régional, maire de Camaret-sur-Aigues              |
| 03 |           | Anne-Sophie Rigault       | RN    | Conseillère régionale, conseillère municipale d'Avignon       |
|    |           |                           |       |                                                               |
| 04 |           | Joris Hébrard             | RN    | Conseiller départemental, maire du Pontet                     |
| 05 |           | Marie Thomas de Maleville | RN    | Conseillère départementale, conseillère municipale d'Aubignan |

### Les Républicains
| N° | Candidats | Candidats                | Parti | Principales fonctions                                   |
| -- | --------- | ------------------------ | ----- | ------------------------------------------------------- |
| 01 |           | Jean-Baptiste Blanc      | LR    | Conseiller départemental, adjoint au maire de Cavaillon |
| 02 |           | Dominique Santoni        | LR    | Conseillère départementale, maire d'Apt                 |
| 03 |           | Alain Dufaut             | LR    | Sénateur sortant                                        |
|    |           |                          |       |                                                         |
| 04 |           | Anne-Priscille Bazelaire | LR    | Adjointe au maire de Pertuis                            |
| 05 |           | Dominique Bodon          | LR    | Ancien maire de Malaucène                               |

| N° | Candidats | Candidats         | Parti | Principales fonctions         |
| -- | --------- | ----------------- | ----- | ----------------------------- |
| 01 |           | Alain Milon       | LR    | Sénateur sortant              |
| 02 |           | Anne-Marie Bardet | LR    | Maire de Sarrians             |
| 03 |           | Pierre Gonzalvez  | LR    | Maire de L'Isle-sur-la-Sorgue |
|    |           |                   |       |                               |
| 04 |           | Marie-Ange Conté  | LR    | Adjointe au maire du Pertuis  |
| 05 |           | Patrick Adrien    | LR    | Maire de Valréas              |

### Union de la Gauche
| N° | Candidats | Candidats           | Parti | Principales fonctions                    |
| -- | --------- | ------------------- | ----- | ---------------------------------------- |
| 01 |           | Lucien Stanzione    | PS    | Conseiller municipal d'Althen-des-Paluds |
| 02 |           | Sylvie Fare         | EÉLV  | Conseillère départementale               |
| 03 |           | André Castelli      | PCF   | Conseiller départemental                 |
|    |           |                     |       |                                          |
| 04 |           | Alexandrine Meynaud | PS    | Conseillère municipale de Malaucène      |
| 05 |           | Pierre Maurel       | PRG   |                                          |

### La République en marche
La liste a été invalidée, car Laurence Chabaud occupe une fonction incompatible avec une candidature à une élection sénatoriale, étant directrice du service environnement de la C.A. Luberon Monts de Vaucluse.
| N° | Candidats | Candidats          | Parti | Principales fonctions                |
| -- | --------- | ------------------ | ----- | ------------------------------------ |
| 01 |           | Laurence Chabaud   | LREM  | Maire de Saumane-de-Vaucluse         |
| 02 |           | Claude Haut        | LREM  | Sénateur sortant                     |
| 03 |           | Carine Blanc-Teste | LREM  | Adjointe au maire de Monteux         |
|    |           |                    |       |                                      |
| 04 |           | Jean-Luc Borel     | LREM  | Adjoint au maire de La Tour-d'Aigues |
| 05 |           | Michèle Malivel    | LREM  | Conseillère municipale de Roussillon |

### Ligue du Sud
| N° | Candidats | Candidats            | Parti | Principales fonctions                                         |
| -- | --------- | -------------------- | ----- | ------------------------------------------------------------- |
| 01 |           | Marie-Claude Bompard | LS    | Conseillère départementale, conseillère municupale de Bollène |
| 02 |           | Pierre Marquestaut   | LS    | Adjoint au maire d'Orange                                     |
| 03 |           | Marie Calero         | LS    | Conseillère municipale de Bollène                             |
|    |           |                      |       |                                                               |
| 04 |           | Jacques Bompard      | LS    | Maire d'Orange                                                |
| 05 |           | Marie-France Lorho   | LS    | Députée, conseillère municipale d'Orange                      |

## Résultats
| Tête de liste                                            | Tête de liste            | Liste                                      | Voix  | %     | Sièges |  |
| -------------------------------------------------------- | ------------------------ | ------------------------------------------ | ----- | ----- | ------ |  |
|                                                          | Jean-Baptiste Blanc      | Les Républicains                           | 411   | 32,85 | 1      |  |
| Le Vaucluse au présent                                   |                          |                                            | 411   | 32,85 | 1      |  |
| Alain Milon                                              | Les Républicains         | 356                                        | 28,46 | 1     |        |  |
| Des Vauclusiens pour une France qui gagne                |                          | 356                                        | 28,46 | 1     |        |  |
|                                                          | Lucien Stanzione         | Union de la gauche (PS - EÉLV - PCF - PRG) | 284   | 22,70 | 1      |  |
| Pour un Vaucluse solidaire et écologique                 |                          |                                            | 284   | 22,70 | 1      |  |
|                                                          | Bénédicte Auzanot        | Rassemblement national                     | 157   | 12,55 | 0      |  |
| Libertés, localisme, identité : protégeons le Vaucluse ! |                          |                                            | 157   | 12,55 | 0      |  |
|                                                          | Marie-Claude Bompard     | Extrême droite (LS)                        | 43    | 3,44  | 0      |  |
| Vaucluse espoir                                          |                          |                                            | 43    | 3,44  | 0      |  |
|                                                          |                          |                                            |       |       |        |  |
| Votes valides                                            | Votes valides            | Votes valides                              | 1 251 | 96,98 |        |  |
| Votes blancs                                             | Votes blancs             | Votes blancs                               | 23    | 1,78  |        |  |
| Votes nuls                                               | Votes nuls               | Votes nuls                                 | 16    | 1,24  |        |  |
| Total                                                    | Total                    | Total                                      | 1 290 | 100   | 3      |  |
| Abstention                                               | Abstention               | Abstention                                 | 13    | 1,00  |        |  |
| Inscrits / participation                                 | Inscrits / participation | Inscrits / participation                   | 1 303 | 99,00 |        |  |